# Na Tan (huyện)
Na Tan (tiếng Thái: นาตาล) là một huyện (amphoe) ở đông bắc của tỉnh Ubon Ratchathani, đông bắc Thái Lan.

## Lịch sử
Na Tan area được tách ra từ Khemarat để lập một tiểu huyện (king amphoe) ngày 30 tháng 4 năm 1994.
Theo một quyết định của chính phủ Thái Lan ngày 15 tháng 5 năm 2007, tất cả 81 tiểu huyện đều được nâng thành huyện. Với việc đăng công báo ngày 24 tháng 8, việc nâng cấp này thành chính thức.

## Địa lý
Các huyện giáp ranh (từ phía nam theo chiều kim đồng hồ) là: Pho Sai và Khemarat. Về phía đông bên kia sông Mekong là  tỉnh Salavan của Lào.
Nguồn nước quan trọng ở huyện này là sông Mekong.

## Hành chính
Huyện này được chia thành 4 phó huyện (tambon), các đơn vị này lại được chia ra thành 64 làng (muban). Không có khu vực đô thị, có four Tổ chức hành chính tambon.
| STT. | Tên        | Tên Thái | Số làng | Dân số |  |
| ---- | ---------- | -------- | ------- | ------ |  |
| 1.   | Na Tan     | นาตาล    | 19      | 10.725 |  |
| 2.   | Phalan     | พะลาน    | 14      | 6.046  |  |
| 3.   | Kong Phon  | กองโพน   | 13      | 7.165  |  |
| 4.   | Phang Khen | พังเคน    | 18      | 10.799 |  |